# Husein Zukić
Šejh Husein ef. Zukić (poznat i kao šejh Husein-baba Bosnevi) (? - 1799.), bosanskohercegovački teolog. Osnivač je Tekije u Vukeljićima i šejh svih 12 priznatih tarikata (kadirijskog, nakšibendijskog, bektašijskog, mevlevijskog, jesevijskog, rifaijskog, čištijskog, bedevijskog, kubravijskog, šazilijskog, desukijskog i halvetijskog).

## Životopis
Husein Zukić je bio potomak šejha melamijskog tarikata iz Alepa Hasana Danijala, koji je u Bosnu došao s vojskom Mehmeda II. Osvajača i naselio se u Busovaču. Jusuf, Danijalov sin i Huseinov pradjed, također je bio melamija. Huseinov djed Sinan bio je halvetija, kao i otac Muharem. Huseinova majka bila je iz Živčića pokraj Fojnice. 
Mekteb je završio u Živčićima, nižu medresu u Fojnici, a u Sarajevu Gazi Husrev-begovu medresu. Školovanje je nastavio na Sultan Fatihovoj medresi u Istanbulu, a često je posjećivao tekiju Muradiju. Po dozvoli uprave medrese, preselio se u Muradiju gdje je brigu o njemu preuzeo šejh Muhamed Hisarija koji ga je uveo u nakšibendijski tarikat i dao mu nadimak Tavil (visoki). U Muradiji je ostao 12 godina nakon čega ga je šejh Hisarija poslao u tekije u Konyi, Bagdadu, Basri, Samarkandu, Buhari i Kasri Arifanu, gdje je boravio sedam godina. Od Kjazim-babe, šejha Pirove tekije u Kasri Arifanu, dobio je dozvolu za povratak u rodni kraj nakon skoro četiri desetljeća. Po povratku u Bosnu, najprije je bio muderis medrese, šejh tekije i govornik u Čaršijskoj džamiji u Fojnici, nakon čega se povlači u Vukeljiće gdje 1780./1781. osniva nakšibendijsku tekiju. Osmanske vlasti odobrile su 1785. godišnju dotaciju tekiji u iznosu od 300 groša. Kasnije su po njegovoj uputi sagrađene tekije u Fojnici, Oglavku i Visokom. 
Umro je 1799. u Vukeljićima. Turbe mu je podigao njegov najpoznatiji murid, šejh Abdurahman Sirrija. Kronogram o smrti napisao je 1877. Abdušekur Šakir, Sirrijin sin. Kronogram se i danas, uokviren kao levha, nalazi u turbetu. Tekija u Vukeljićima proglašena je za nacionalni spomenik Bosne i Hercegovine.

## Vanjske poveznice
- Nakšibendizam u Bosni: Sufizam kao duhovno oružje